# 観山
観山（かんざん）は静岡県静岡市葵区にある町名。丁目を持たない単独町名である。住居表示未実施。

## 地理
葵区の東側の一部に位置し、東に豊地、西に唐瀬、北に平柳、南に立石、南西に岳美と隣接している。

## 歴史
- 1974年（昭和49年）10月30日 - 上土新田、上土豊地新田、浅畑沼新田の各一部を分離し新設。
- 2005年（平成17年）4月1日 - 政令指定都市化により、行政区が葵区となる。

## 世帯数と人口
現在住宅はなく、中学校と農作業のための工作物、田畑などがある。全域が市街化調整区域である。
| 町丁 | 世帯数 | 人口 |
| ---- | ------ | ---- |
| 観山 | 0世帯  | 0人  |

## 施設
- 静岡市立観山中学校

## その他

### 日本郵便
- 郵便番号 : 420-0931[2]（集配局：静岡中央郵便局[4]）。